# Aeolosma celata
Aeolosma celata är en fjärilsart som beskrevs av Edward Meyrick 1938. Aeolosma celata ingår i släktet Aeolosma och familjen Crambidae. Inga underarter finns listade i Catalogue of Life.